# قليقلة معقوفة
قليقلة معقوفة (الاسم العلمي: Minuartia hamata) هي نوع من النباتات يتبع جنس القليقلة من الفصيلة القرنفلية.